# Evangelische Pfarrkirche Klosterneuburg

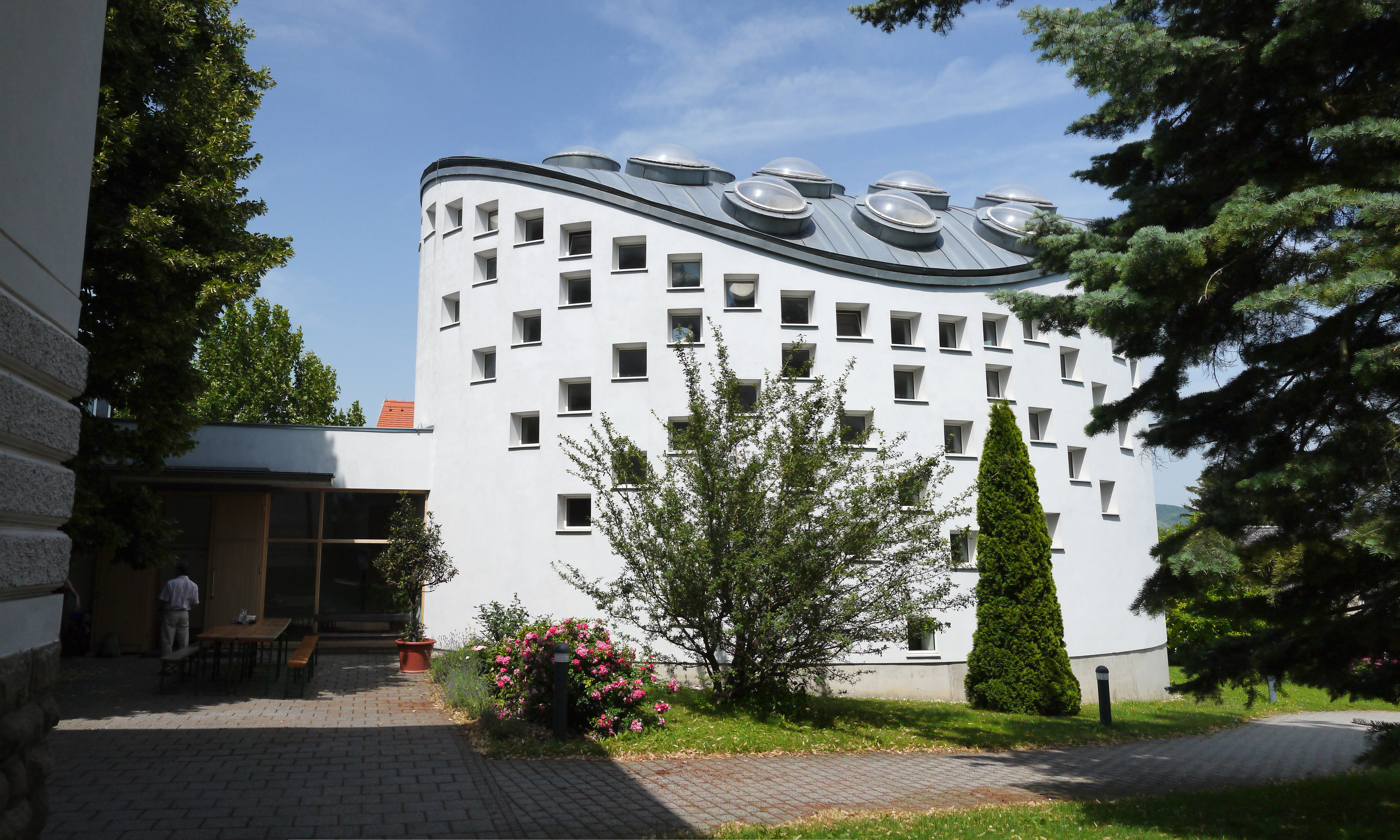
Klosterneuburg, Evangelische Pfarrkirche Klosterneuburg

Innenansicht

Kirchenentwurf von Eduard Kramer (1907)

Die evangelische Pfarrkirche Klosterneuburg steht in der Franz-Rumpler-Straße in Klosterneuburg in Niederösterreich. Sie gehört zur Evangelischen Superintendentur A. B. Niederösterreich.

## Geschichte
Nachdem eine evangelische Kirchengemeinde der Reformationszeit um 1600 mit der Gegenreformation ihr Ende gefunden hatte, brachte die Los-von-Rom-Bewegung um 1900 wieder eine Konsolidierung des Protestantismus in Klosterneuburg. So wurde 1901 erstmals wieder ein evangelischer Gottesdienst gehalten und 1903 als eine Filialgemeinde der Lutherkirche von Wien-Währing eine Gemeinde etabliert, die 1907 zur selbständigen Pfarrgemeinde erhoben wurde. Mit finanzieller Unterstützung des Gustav-Adolf-Vereins konnte noch in demselben Jahr der Bau eines Pfarrhauses eingeleitet werden, der sich durch einen Arkadengang mit dem geplanten Kirchenbau verbinden sollte. Die Pläne von Eduard Kramer sahen einen monumentalen Kirchenbau in den freien Formen des späten Historismus mit seitlich gesetztem Turmbau vor. Zum Bau der Pfarrkirche kam es aufgrund des Ersten Weltkriegs und der nachfolgenden Weltwirtschaftskrise nicht mehr, so dass erst fast ein Jahrhundert nach der Pfarrgründung mit dem Kirchenbau begonnen werden konnte. Dieser entstand bis 1995 nach Plänen des Wiener Architekten Heinz Tesar.

## Architektur

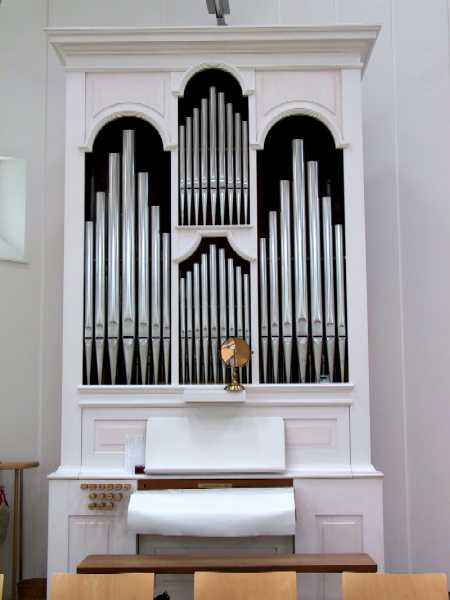
Orgel

Die evangelische Pfarrkirche, die sich bewusst als „einen bemerkenswerten, unübersehbaren Kontrapunkt zu dem die Stadt Klosterneuburg dominierenden Augustinerstift“ versteht, stellt einen über elliptischem Grundriss errichteten Kubus dar, dessen Umfassungsmauern südseitig durch eine Vielzahl quadratischer Lichtöffnungen perforiert ist und dessen in sich geschwungenes Dach von Lichtkuppeln durchbrochen wird. Durch die ungewöhnliche Gestaltung der Baukörperform, die sich stirnseitig jeweils erhöht, wird bewusst an die metaphorische Bedeutung von Kirchenschiff als Sinnbild der Kirche. angeknüpft.
„Das Pfarrhaus (1907) und die moderne Kirche (1995) sind als harmonisches Ganzes in den großen Garten integriert. Die Kirche selbst hat einen ovalen Grundriss und erinnert der Form nach an einen Fisch. Die runde Empore bietet Platz für Orgel & Chor und wird von einer einzelnen Säule getragen. Der Innenraum lebt durch den Lichteinfall: Eine Vielzahl regelmäßig angeordneter Fenster an der Südseite, eine durchgehende Reihe von Fenstern am oberen Rand und großzügige runde Lichtkuppeln in der Decke schaffen einen lichtdurchfluteten, ruhigen Andachtsraum. An der Außenseite der Altarwand im Osten wurde ein großes, von der Straße gut sichtbares Kreuz errichtet. Das 6 Meter hohe und 2 Meter breite Altarbild unmittelbar hinter der Kanzel stammt vom österreichischen Künstler Hubert Scheibl.“
Die 1983 von Gerhard Hradetzky aus Oberbergern erbaute und für den Kirchenraum im Pfarrhaus konzipierte Orgel von 12 Registern wurde 1995 in den Kirchenneubau übertragen.